# Wenceslao Pacheco
Wenceslao Pacheco (Mendoza, 28 de septiembre de 1838 - Buenos Aires, 19 de diciembre de 1899) fue un abogado y político argentino, que ejerció varios cargos públicos y ocupó dos ministerios durante la presidencia de Miguel Juárez Celman.

## Biografía
Estudió en el Colegio del Uruguay, en Concepción del Uruguay, del cual fue profesor en el año 1862. Luego cursó la carrera de derecho en la Universidad de Buenos Aires, donde se doctoró en jurisprudencia, con una tesis denominada La Nación no puede ser demandada.
Fue redactor del diario El Nacional entre 1864 y 1870, y después de 1875 sería redactor de La República. En 1877 fue nombrado juez de primera instancia; renunció unos meses más tarde, para asumir como director del Banco Nacional. Al año siguiente fue elegido diputado provincial en la provincia de Buenos Aires; renunció meses después, en oposición a la presión que ejercía el gobernador Carlos Tejedor para la disolución del Banco Nacional.
En 1879 fue nombrado presidente del Banco Nacional, gestión en la que fue particularmente exitoso, permitiendo una rápida expansión de los activos del mismo y de su cartera de clientes, y generando grandes ganancias.
En abril de 1885, el presidente Julio Argentino Roca lo nombró ministro de Hacienda de la Nación, debido a que había estallado una breve crisis económica, que Pacheco solucionó decretando el curso forzoso del papel moneda y tomando un nuevo empréstito externo. Por iniciativa de Pacheco se creó el Banco Hipotecario Nacional.
Continuó en el mismo cargo durante el gobierno de su sucesor, Miguel Juárez Celman, durante el cual ayudó a llevar adelante una activa política privatista; la misma incluyó la privatización de la empresa estatal más exitosa de la historia argentina hasta entonces, el Ferrocarril Oeste de Buenos Aires, cuya venta se justificó justamente sobre la base de su superávit operativo y financiero.
El resultado inmediato de la enajenación de los medios públicos de producción y el ruinoso gasto fue una marcada inestabilidad financiera. Pero mientras siguiera ingresando capital externo al sistema, éste se sostenía y crecía a niveles inauditos: entre 1886 y 1890, la economía nacional creció una sorprendente tasa del 44%. En virtud de la situación favorable de las arcas fiscales, Pacheco propuso eliminar los impuestos a la exportación, lo que hubiera dejado al erario indefenso ante la inminencia de la crisis financiera; el proyecto no fue aprobado.
Pacheco fue el autor de la Ley de Bancos Garantidos, que permitía establecer bancos provinciales y privados habilitados para emitir moneda. El resultado, combinado con la irresponsabilidad fiscal del gobierno, fue una escalada especulativa y de emisión descontrolada, que llevó a su vez a un endeudamiento crónico de los bancos y al aumento de los costos financieros: la masa monetaria pasó de 85 millones de pesos oro en 1886 a 252 millones en 1890. Los estados nacional y provinciales y los bancos se endeudaron rápidamente, mientras una fuerte corriente de ingresos de divisas, especialmente desde Gran Bretaña, alimentaba la burbuja especulativa. En la Bolsa de Comercio de Buenos Aires, fundada en 1885, 4000 operadores de bolsa especulaban con toda clase de papeles públicos y privados, que cada vez tenían menos respaldo.
La situación financiera comenzó a entrar en crisis a finales de 1888, cuando quebró el Banco Constructor de La Plata. En una rápida sucesión, varias instituciones financieras debieron afrontar crisis de pagos, llevando casi a la quiebra a varios bancos extranjeros.
A principios de 1889, Pacheco publicó un largo estudio destinado a justificar su política, titulado "Bancos de emisión y hacienda pública."
Temeroso de las complicaciones políticas de la crisis, Juárez Celman decidió reforzar su equipo político, con lo cual nombró a Pacheco, en quien confiaba completamente, para el cargo de Ministro del Interior. En ese cargo, Pacheco logró unificar las inestables filas del Partido Autonomista Nacional detrás de los proyectos del presidente, con lo cual exasperó aún más a los opositores.
Cuando la banca Baring Brothers asumió sus errores al invertir en la burbuja especulativa en que se había convertido la Argentina, la llegada de capitales exteriores cesó por completo, iniciándose la fase más crítica de la crisis financiera de 1890. Pacheco volvió al Ministerio de Hacienda en febrero de 1890, pero la crisis era ya imparable, y el propio ministro era uno de sus principales responsables. Poco después, el Estado Argentino entró en cesación de pagos y repudió las deudas contraídas por los Bancos Garantidos y las provincias, con lo que de hecho se declaró en bancarrota, de la cual solamente saldría varios años más tarde. El ministro de hacienda fue reemplazado en su cargo en el mes de abril; Juárez Celman caería del gobierno en agosto, tras la Revolución del Parque.
La crisis política causó el alejamiento por muchos años de los colaboradores de Juárez Celman, muchos de los cuales nunca volvieron a ocupar cargos públicos. Pacheco se mantuvo alejado de toda actuación pública, excepto por su participación en la Convención Nacional Constituyente del año 1898, en que representó a la provincia de Mendoza.
Falleció en Buenos Aires en diciembre de 1899. Sus restos descansan en el Cementerio de la Recoleta de esa ciudad.